# NGC 5481
NGC 5481 (również PGC 50331 lub UGC 9029) – galaktyka eliptyczna (E), znajdująca się w gwiazdozbiorze Wolarza. Odkrył ją William Herschel 15 maja 1787 roku.